# صاية
الصاية أحد الملابس التقليدية العراقية وهي رداء طويل حتى الكعبين.

## وصف
الصاية لا تبطن وليس لها أكمام حيث ترتدى تحت السترة. تلبس الصاية فوق الدشداشة أو فوق الثوب واللباس. يخاط حول حافات الصاية قيطان حريري لونه يقارب لون قماش الصاية نفسها كما يخاط القيطان نفسه بحافة (الجاكات) الداخلية. ومن أقمشة الصايات المرغوبة والمشهورة من قبل لابسيها: الشعري صاووغ بيزي، النمساوي (نسبة إلى النمسا) وهو قماش أبيض لماع وشعري مجوت (أي لونه يميل إلى الزرقة) وهناك الشعري الأبيض المقلم بالأصفر (وهو حياكة بغداد) ويسمى عزيزي والجيناوي (نسبة إلى الصين. وهناك قماش آخر يسمى (القدغ) يلبسه رجال العلم صيفاً ومنه تخاط صاياتهم.

## الفرق بين الصاية والزبون
الصاية: كالزبون تماماً إلا أنها تختلف عنه كونها من الملابس الصيفية فلا تبطن وليس لها أكمام حيث ترتدى تحت السترة وهناك بعض أصحاب المصالح يرتدون الصاية بلا سترة فتخيط لصاياتهم عندئذ أكمام كأكمام الزبون.